# 千葉昌雄
千葉 昌雄（ちば まさお、1869年7月31日（明治2年6月23日） - 1945年（昭和20年）7月19日）は、日本組合基督教会の牧師である。旧姓渡瀬。同じく牧師の渡瀬常吉の実弟で、渡瀬主一郎の実兄である。

## 略歴
1869年（明治2年）に渡瀬勝礼の次男として肥後国八代に生まれる。兄渡瀬常吉と共に漢学を学ぶ。1885年（明治18年）に徳富蘇峰の大江義塾に入門する。最初は耶蘇教退治などをしていたが、横井時雄の伝道集会に接して、回心する。
徳富と共に上京する。その後、群馬県の小村で小学校教師をしていた。前橋教会で洗礼を受ける。兄常吉と共に家族全員を説得しに、全員が洗礼を受けた。
徳富蘇峰の指示で、熊本県葦北郡の政治運動に参加して演説をしたために、小学校教師を罷免される。その後、熊本で巡回教師をした。
1890年宣教師の援助で同志社別課神学科に入学した。卒業後、海老名弾正牧師の元で神戸教会の伝道師に准允された。その後、土佐、片地、鶴岡、日向佃島、宮崎の教会を歴任した。1902年に按手礼を受け牧師になる。
1907年には渡瀬家の本家千葉家の姓を継ぎ、千葉に改姓する。海老名弾正の紹介で北九州八幡製鐵所の精神指導嘱託、人事相談課に勤務する。官舎を教会にして、礼拝と日曜学校を開く。1922年八幡製鐵所を退職。
其の後、佃島教会、長崎馬町教会の牧師として活動する。1938年牧師を引退し、京都に移住し神学生の世話と教会の援助活動を行う。晩年、1941年より宮崎に移住し、飫肥教会を3年間牧会し、1945年終戦直前に死去する。